# Corpuscularia angustipetala
Corpuscularia angustipetala är en isörtsväxtart som först beskrevs av Lavis, och fick sitt nu gällande namn av H. E. K. Hartmann. Corpuscularia angustipetala ingår i släktet Corpuscularia, och familjen isörtsväxter. Inga underarter finns listade i Catalogue of Life.